# Charaideo (district)
Charaideo is een district van de Indiase staat Assam. Het district telt 471.418 inwoners (2011) en heeft een oppervlakte van 1.069 km².
Het district werd gevormd op 15 augustus 2015 als een afsplitsing van het oostelijk deel van het district Sivasagar door de toenmalige eerste minister van Assam, Tarun Gogoi. Als hoofdstad werd Sonari gekozen.
De naam Charaideo is afkomstig van de historische stad Charaideo wat in de taal Ahom Che Rai Doi of Doi Che Rai is, vertaald de stralende stad op de heuvels.
Hoofdstad: Dispur
Districten:
Baksa
· Barpeta
· Biswanath
· Bongaigaon
· Cachar
· Charaideo
· Chirang
· Darrang
· Dhemaji
· Dhubri
· Dibrugarh
· Dima Hasao
· Goalpara
· Golaghat
· Hailakandi
· Hojai
· Jorhat
· Kamrup
· Kamrup Metro
· Karbi Anglong
· Karimganj
· Kokrajhar
· Lakhimpur
· Majuli
· Morigaon
· Nagaon
· Nalbari
· Sivasagar
· Sonitpur
· South Salmara-Mankachar
· Tinsukia
· Udalguri
· West Karbi Anglong